# 田村三郎
田村 三郎（たむら さぶろう、1917年1月8日 - 2015年12月4日）は、日本の農芸化学者（生物有機化学）。位階は従三位。勲等は文化勲章。学位は農学博士（東京大学・1954年）。東京大学名誉教授、日本学士院会員、文化功労者。
満州国大陸科学院での勤務を経て、東京帝国大学農学部副手、東京大学農学部教授、富山県立技術短期大学学長、東京農業大学教授などを歴任した。

## 来歴

### 生い立ち
1917年（大正6年）1月8日、群馬県生まれ。東京帝国大学農学部農芸化学科卒業。

### 農芸化学者として
農芸化学者として生物有機化学を専攻した。昆虫、高山植物、微生物の成長や性に関する生理活性物質の化学構造を決定した。東京大学より名誉教授の称号を贈られた。1989年（平成元年）12月12日、日本学士院会員。1992年（平成4年）文化功労者。1999年（平成11年）文化勲章受章。2015年（平成27年）12月4日死去。叙従三位。

## 人物
1956年（昭和31年）に東京大学運動会ア式蹴球部の監督を務めたが、関東2部リーグへと降格させてしまっている。

## 賞歴
- 1976年 - 日本学士院賞。

## 栄典
- 1990年 - 勲二等瑞宝章。
- 1992年 - 文化功労者。
- 1999年 - 文化勲章。
- 2015年 - 従三位。